# Missile Moyenne Portée

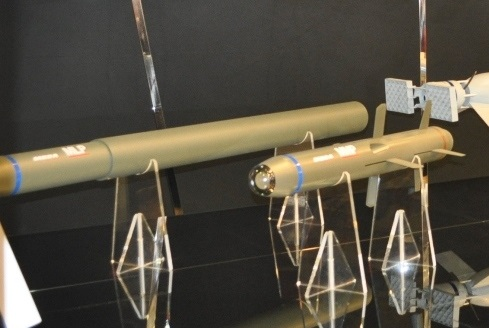
Missile Moyenne Portée på mässan Salon du Bourget 2011.

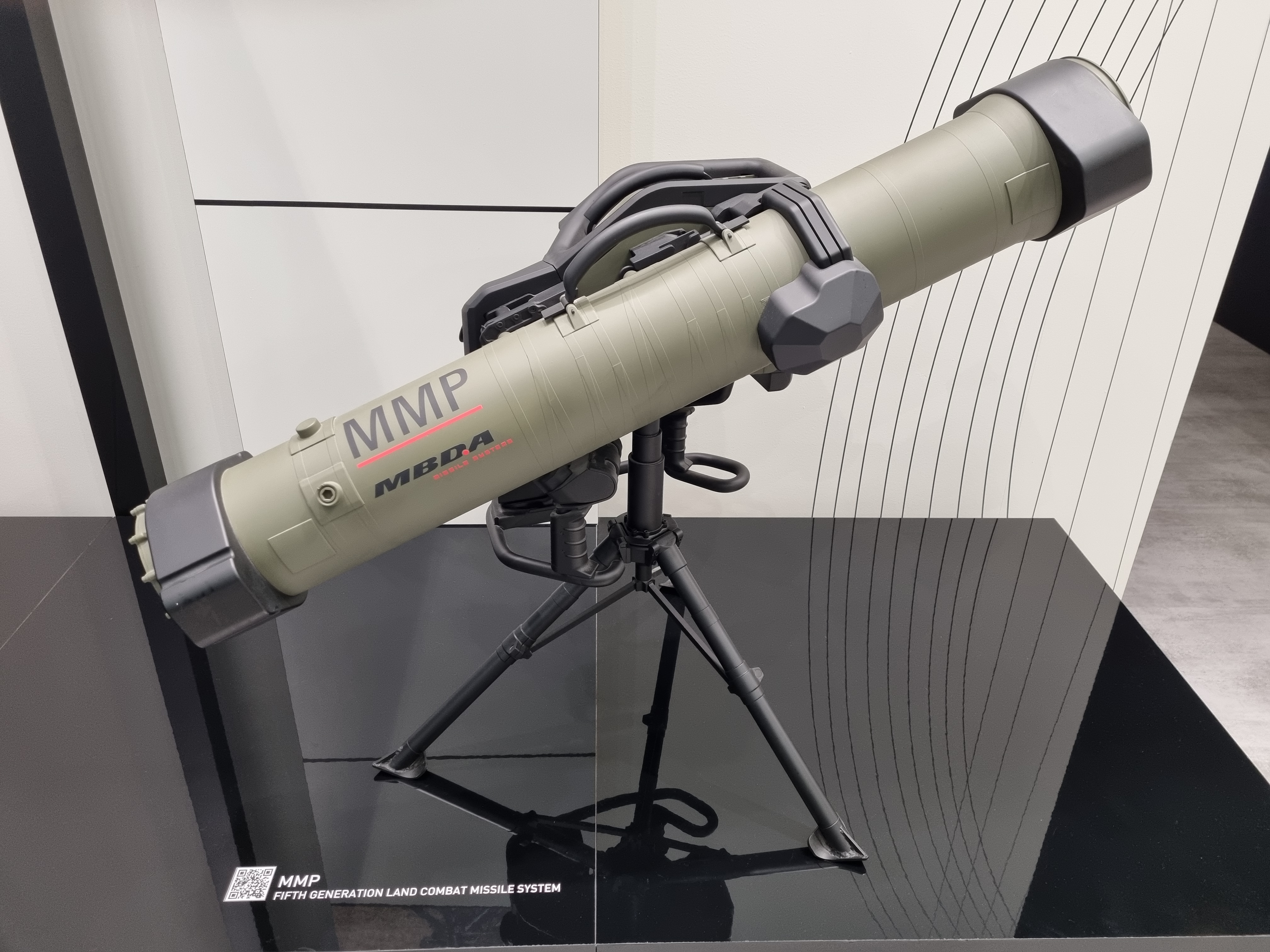
Eldröret till MMP på Dubai Airshow 2021.

Missile Moyenne Portée (franska: medelräckviddsrobot) är en fransk bärbar pansarvärnsrobot. Den är utvecklad av MBDA Missile Systems och är avsedd som ersättning för företagets tidigare robot MILAN, som har sålts över hela världen. 
MMP-programmet startades 2009 för att utveckla en efterföljare till MBDA:s MILAN-system, som då hade fyrtio år på nacken. Frankrike beställde vid denna tid amerikansktillverkade FGM-148 Javelin, snarare än MILAN, och även Storbritannien, som tidigare varit en stor användare av MILAN, hade konverterat från MILAN till Javelin.
MMP:n utformades för att övervinna några av MILAN:s begränsningar. I Irak och Afghanistan användes burna robotar ofta mot befästa punkter och improviserat pansar inom befolkade områden. Av politiska skäl var det viktigt att minska skadorna på civila i stridsområdet. Roboten skulle också kunna användas på ett säkert sätt i ett litet utrymme, det vill säga med minskad bakeld vid avfyrning. Man strävade också efter förbättrad styrning som kunde rikta sig mot icke-IR-kalla mål samt infanterifordon. Jämfört med sina föregångarna innehåller MMP en hel del modern elektronik.
Utvecklingsprogrammet finansierades privat av MBDA. I december 2013 gjorde franska DGA en beställning på MMP-robotar åt den franska armén med planerad leveransstart 2017. Testningen började 2014, med stridsspetstester mot MBT-pansar. MMP visades upp på den internationella krigsmaterielmässan Eurosatory i Paris år 2014.
Räckvidden för roboten sägs vara 4000 meter. Den är 1,3 meter lång, 140 mm i diameter och väger i skjutklart skick 15 kg.